# Albert Müller-Kahle

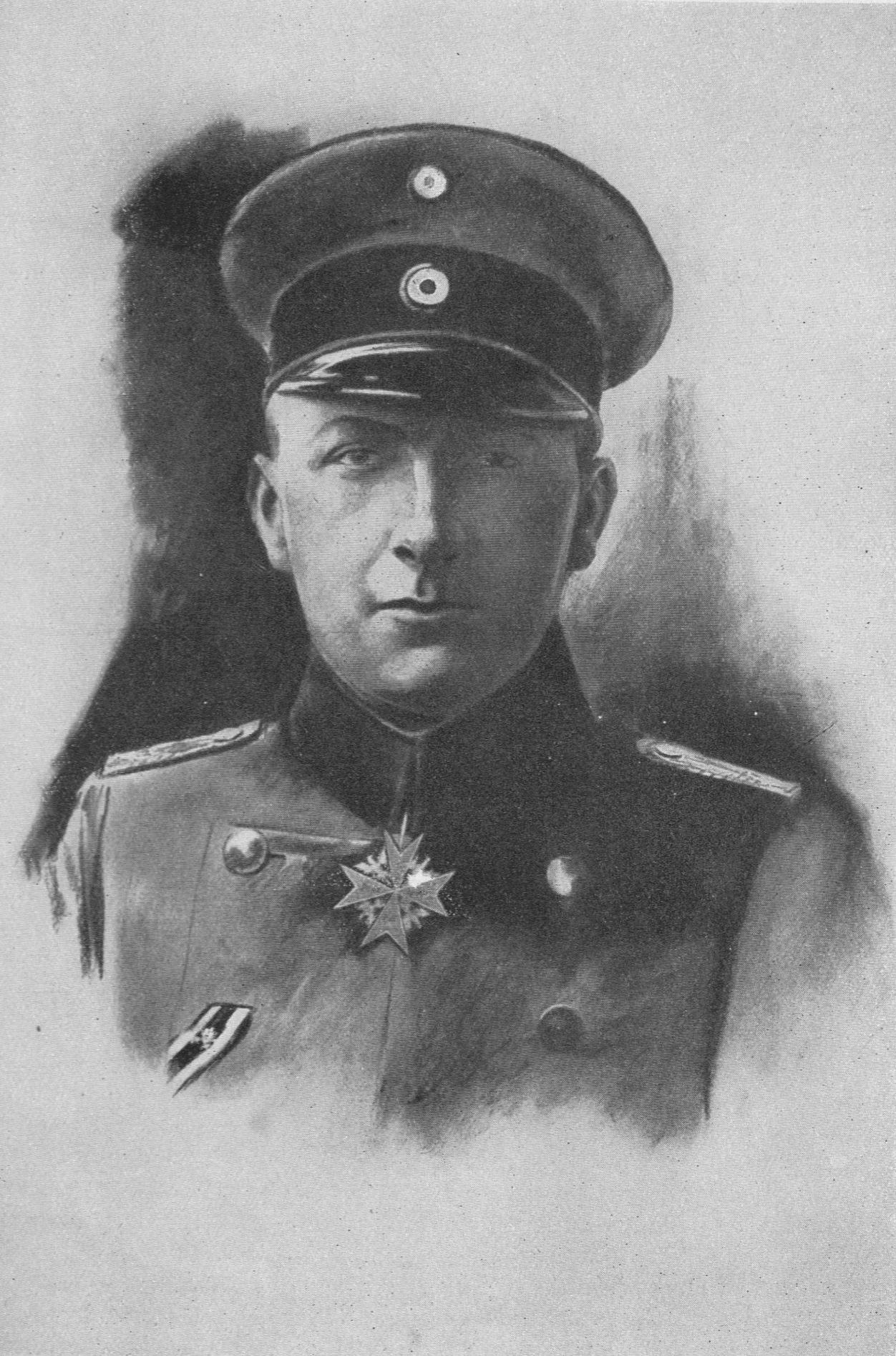
Zeichnerisches Portrait von Oberleutnant Albert Müller-Kahle mit Pour le Mérite

Albert Müller-Kahle (* 29. Juni 1894 in Wietzen als Albert Georg Wilhelm Theodor Müller; † 17. Oktober 1941 auf dem Fliegerhorst Brieg) war ein Generalmajor der Deutschen Luftwaffe im Zweiten Weltkrieg und Träger des Pour le Mérite.

## Herkunft, Jugend und Familie
Albert Müller-Kahle wurde am 29. Juni 1894 in Wietzen als Sohn des dortigen evangelisch-lutherischen Pastors Hermann Karl Adolf Müller und seiner Ehefrau Elisabeth Sophie Georgina geb. Kahle geboren. In Bremen besuchte er nach der Vorschule erst das Neue Gymnasium, später das Alte Gymnasium, wo er am 5. März 1914 sein Abitur erlangte.
Mit Beschluss des Senats der Freien und Hansestadt Bremen vom 15. Juni 1917 wurde Albert Müller die Führung des Familiennamens Müller-Kahle gestattet.
Albert Müller-Kahle war in erster Ehe mit Ilse Horstmann verheiratet. Die am 1. Dezember 1921 in Wollental geschlossene Ehe wurde am 21. April 1928 geschieden. Aus der Ehe entstammte ein Sohn (* 1922). Am 5. Oktober 1929 heiratete er in zweiter Ehe die kaufmännische Angestellte und Sekretärin Marie (Mietze) Geffken (* 1903).

## Militärischer Werdegang
Albert Müller-Kahle trat am 9. März 1914 als Fahnenjunker in die 5. Batterie des Lauenburgisches Fußartillerie-Regiments Nr. 20 ein. Mit Beginn des Ersten Weltkriegs nahm er mit dem Regiment an den Kämpfen an der Westfront teil. Nach der Beförderung zum Leutnant am 27. Januar 1915 erfolgte am 16. März 1915 die Versetzung zur 2. Batterie Fußartillerie-Bataillon Nr. 54, dort erwarb er sich nach der weiteren Teilnahme an den Kämpfen in Frankreich das Eiserne Kreuz I. Klasse. Zum 1. Juli 1915 wurde Müller-Kahle zur Fußartillerie-Schießschule Jüterbog und anschließend an die Artilleriebeobachtungsschule Jüterbog kommandiert, ehe er ab September 1915 zu den Luftstreitkräften (Fliegerersatz-Abteilung 1, Döberitz) abkommandiert wurde.
Beförderungsvita
- 9. März 1914 Fahnenjunker
- 1. August 1914 Unteroffizier
- 30. Oktober 1914 Fähnrich
- 27. Januar 1915 Leutnant
- 18. Oktober 1918 Oberleutnant
- 1. März 1928 Hauptmann
- 1. Oktober 1934 Major
- 1. Oktober 1936 Oberstleutnant
- 1. Januar 1939 Oberst
- 27. August 1939 char. Generalmajor
- 1. Februar 1941 Generalmajor

Nach Verwendung im Armee-Flug-Park 6 wurde er am 15. Oktober 1915 zur Artillerie-Fliegerabteilung 202 versetzt.
Ab August 1916 erfolgte dann seine Ausbildung zum Flugzeugführer bei der Fliegerersatz-Abteilung 9 in Darmstadt. In der Folgezeit schlossen sich Einsätze in verschiedenen Fliegereinheiten vornehmlich an der Westfront als Beobachtungsflieger, u. a. in der Artillerie-Fliegerabteilung 202, der Feldflieger-Abteilung 47 und der Flieger-Abteilung 47 an. Am 19. Februar 1917 stürzte er bei der Landung mit einem Flugzeug ab und zog sich eine Gehirnerschütterung und einen Schädelbruch zu, die eine mehrmonatige Krankenhausbehandlung bis Mitte Mai 1917 notwendig machte.
Nach seinem Lazarettaufenthalt wurde er zur Flieger-Abteilung 6 versetzt und war fortan als spezialisierter Artillerieflieger für Großgeschütze an der Westfront im Einsatz, wo er u. a. für das Einschießen von Eisenbahngeschützen zuständig war. Im Jahr 1918 war er mitunter verantwortlich für das Einschießen des „Paris-Geschützes“. In Anerkennung seiner vielen erfolgreichen Artillerie-, Erkundungs- und Einschießflüge wurde ihm neben einer Vielzahl hoher Auszeichnungen, u. a. dem Ritterkreuz II. Klasse des Albrechts-Ordens mit Schwertern und dem Ritterkreuz des Königlichen Hausordens von Hohenzollern mit Schwertern am 13. Oktober 1918 der Pour le Mérite verliehen.
Nach dem Ersten Weltkrieg flog der am 18. Oktober 1918 zum Oberleutnant beförderte Müller-Kahle zunächst im Grenzschutz Ost, ehe er in die Reichswehr übertrat.
Am 30. September 1923 schied er aus dem Heeresdienst aus, nachdem er sich zuvor nach einem Sturz von einem Pferd schwer verletzt hatte. In der Folgezeit war er als selbstständiger Kaufmann in Bremen tätig.

## Zeit des Nationalsozialismus

### Vorkriegszeit
Seit Mai 1933 war Müller-Kahle hauptamtlich im Deutschen Luftsportverband (DLV e. V.) als Fliegergeschwaderführer beschäftigt. Anfang des Jahres 1934 bat Müller-Kahle um Wiedereinstellung in die Reichswehr und um Verwendung im Bereich des Reichsluftfahrtministeriums. Für seine Wiedereinstellung nutzte er auch seine guten Kontakte zu Reichsarbeitsminister Franz Seldte, den er aus seiner Zeit im Stahlhelmbund kannte und Bruno Loerzer, einem ehemaligen Fliegerkameraden und Präsidenten des 1933 gegründeten DLV e. V.

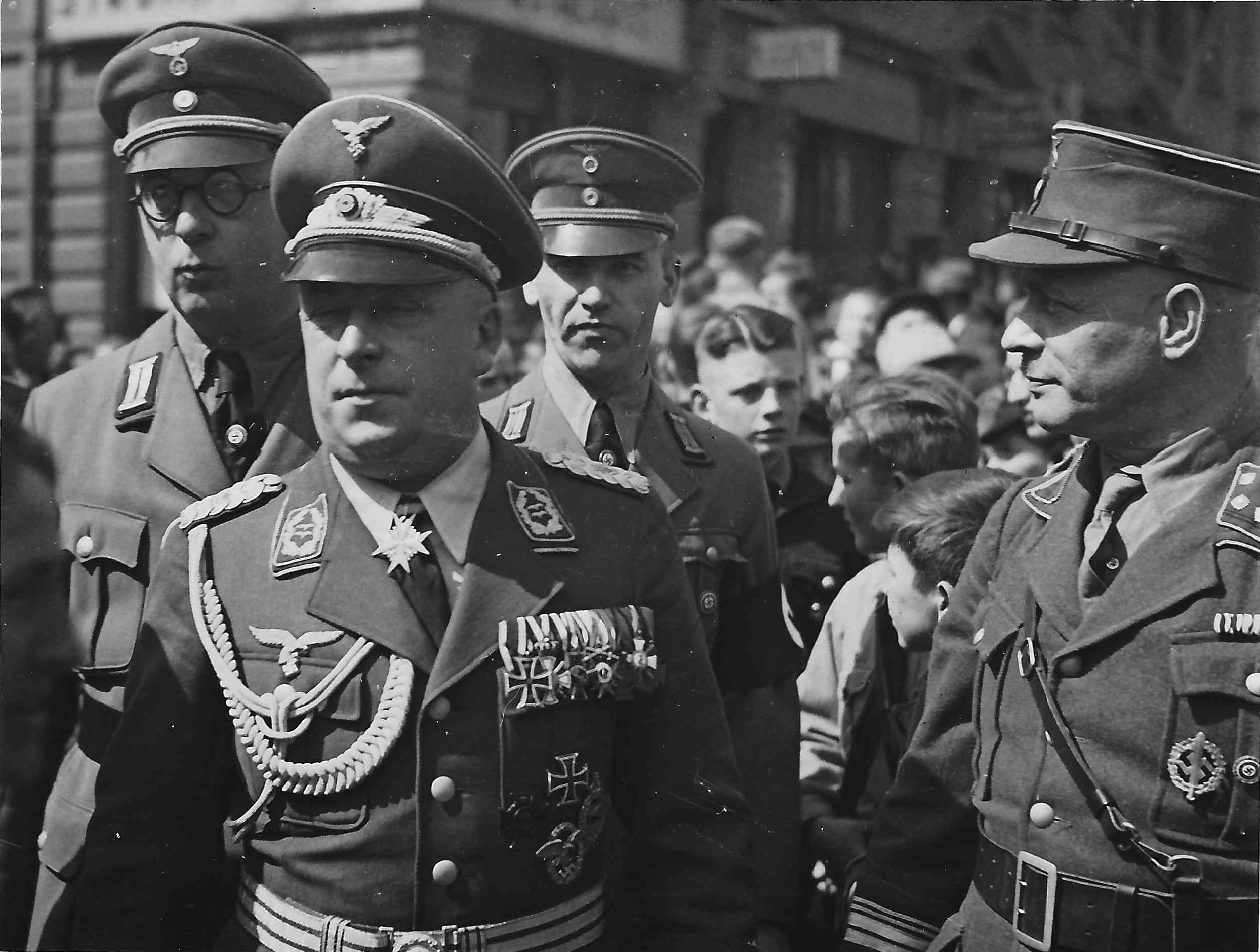
Oberstleutnant Albert Müller-Kahle (v. l.) als Kommandeur der Aufklärungsgruppe 115 am 20. April 1937 in Göppingen

Am 1. Mai 1934 erfolgte dann die Wiedereinstellung von Albert Müller-Kahle im Range eines Hauptmanns (R.D.A.: 1. März 1928) nach erfolgreichem Durchlaufen eines Auswahlkursus bei der Verkehrsfliegerschule Braunschweig in die Reichswehr mit gleichzeitiger Zuweisung an die Fliegerschule Braunschweig. Mit Wirkung vom 1. Juli 1934 erfolgte die Versetzung als Ausbilder an die neu gegründete Aufklärungsschule Hildesheim wo am 1. Oktober 1934 seine Beförderung zum Major erfolgte.
Mit Wirkung vom 1. März 1936 wurde er als Kommandeur zur Aufklärungsgruppe 115 (ab 1. Oktober 1937 Aufklärungsgruppe 15) nach Göppingen versetzt. Dort erfolgte am 1. Oktober 1936 auch seine Beförderung zum Oberstleutnant. Im November 1938 wurde er zurück nach Hildesheim versetzt und dort zum Kommandeur der Aufklärungsschule ernannt. Kurz darauf erfolgte zum 1. Januar 1939 die Beförderung zum Oberst.

### Zweiter Weltkrieg
Im Oktober 1939 wurde die Aufklärungsschule Hildesheim nach Brieg verlegt und Müller-Kahle wurde zum 1. November 1939 als deren neuer Kommandeur ernannt, die zum 16. Januar 1940 in Aufklärungsschule 2 umbenannt wurde. Dort erfolgte dann am 1. Februar 1941 seine Beförderung zum Generalmajor.
Am 17. Oktober 1941 erschoss sich Generalmajor Müller-Kahle, seit dem 18. Februar 1941 Kommandeur der Luftwaffe (Koluft) beim Armeeoberkommando 9 (AOK 9), vermutlich auf Grund einer endogenen Depression in seiner Dienstwohnung auf dem Fliegerhorst Brieg mit einem Jagdgewehr.

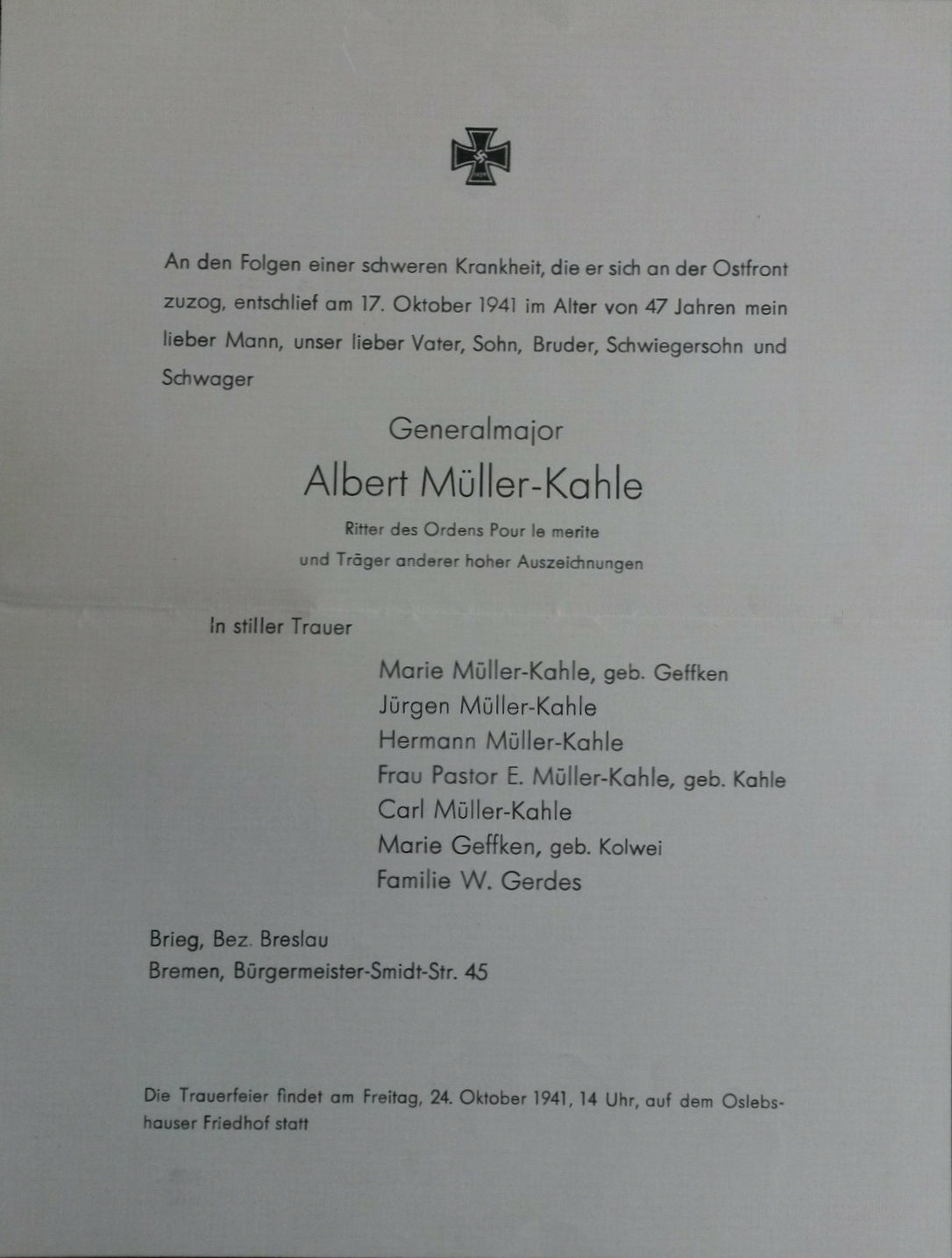
Traueranzeige der Familie zum Tode von Generalmajor Albert Müller-Kahle

Die Beerdigung fand nach Überführung des Leichnams am 24. Oktober 1941 in seiner Heimatgemeinde Bremen-Oslebshausen statt. Gegenüber der Öffentlichkeit wurde die Selbsttötung verheimlicht und als Folge einer schweren Erkrankung vom Einsatz an der Ostfront dargestellt.

## Orden und Auszeichnungen
Albert Müller-Kahle erhielt u. a. folgende Orden und Auszeichnungen (Verleihungsdatum sofern bekannt jeweils in Klammern):
- Pour le Mérite (13. Oktober 1918)
- Ritterkreuz II. Klasse des Albrechts-Ordens mit Schwertern (16. November 1917)
- Ritterkreuz des Königlichen Hausordens von Hohenzollern mit Schwertern (11. Oktober 1917)
- Eisernes Kreuz (1914) II. und I. Klasse (20. September 1914 / 22. April 1915)
- Militär-Beobachterabzeichen (25. Januar 1916)
- Bayerischer Militärverdienstorden IV. Klasse mit Schwertern (28. April 1916)
- Hanseatenkreuz Bremen (11. April 1916)
- Friedrich-August-Kreuz II. und I. Klasse (26. März 1918 / 18. April 1918)